# Monywa University of Economics
The Monywa University of Economics är ett ekonomiskt av tre ekonomiska universitet i Myanmar. Universitetet, som grundades 1998, erbjuder utbildning i handel, statistik och ekonomi.